# Ë
Ë, ë (E trema) – litera używana w językach: kaszubskim, francuskim, albańskim, niderlandzkim oraz luksemburskim. W języku francuskim zachowuje wymowę [ɛ] w niektórych dyftongach, zaś w języku albańskim i w języku kaszubskim służy do zapisu samodzielnych dźwięków. W języku niderlandzkim, tak jak w większości języków używających tremy, służy ona do zaznaczenia, że sąsiadujące samogłoski wymawia się oddzielnie. Przykłady:
- België (Belgia) – wym. „belchije” (zapis Belgie wymawiałoby się „belchi”),
- coëfficiënt (współczynnik) – wym. „koefisjent” (zapis coefficient wymawiałoby się „kufisint”).
- ercassë (Quenya) - wym. „erkasse” (zapis ercasse wymawiałoby się identycznie, zapis „e z dierezą” miał w zamyśle Tolkiena wyłącznie odwieść czytających w quenya od czytania końcowego „e” tak, jak robi się to w języku angielskim)[1]